# Acobambilla (distrito)
Acobambilla é um distrito do Peru, departamento de Huancavelica, localizada na província de Huancavelica.

## Transporte
O distrito de Acobambilla é servido pela seguinte rodovia:
- HV-110, que liga a cidade  de Ñahuimpuquio ao distrito de Vilca
- HV-127, que liga a cidade  ao distrito de Huando
- HV-111, que liga a cidade  ao distrito  de Huancavelica [1][2][3]